# ポロナ・ヘルツォグ
ポロナ・ヘルツォグ（Polona Hercog, 1991年1月20日 - ）は、スロベニア・マリボル出身の女子プロテニス選手。自己最高ランキングはシングルス35位、ダブルス56位。これまでにWTAツアーでシングルス2勝、ダブルス2勝を挙げている。右利き、バックハンド・ストロークは両手打ち。身長182cm、体重70kg。

## 来歴
ヘルツォグは4歳からテニスを始める。2006年に15歳でプロに転向。2008年全仏オープンと2008年ウィンブルドン選手権のジュニア女子ダブルスでジェシカ・ムーア（オーストラリア）と組んで優勝している。2008年全米オープンで4大大会予選に初挑戦した。
2009年全仏オープンで予選を勝ち上がり4大大会に初出場。1回戦で第23シードのアリサ・クレイバノワ（ロシア）を 6-2, 4-6, 6-1 で破る殊勲を挙げた。2回戦でアラバン・レザイ（フランス）に 6-3, 4-6, 2-6 で敗れた。
2010年2月のアカプルコ大会では単複で決勝に進出し、ビーナス・ウィリアムズ（アメリカ）に 6–2, 2–6, 3–6 で敗れ準優勝となったが、バルボラ・ザフラボバ・ストリコバ（チェコ）と組んだダブルスでは決勝でサラ・エラニ&ロベルタ・ビンチ（イタリア）を 2–6, 6–1, [10–2] で破り初のタイトルを獲得した。全仏オープンでは1回戦で土居美咲（日本）を 6–3, 6–0 、2回戦で第24シードのルーシー・サファロバ（チェコ）を 6–1, 6–2 で破り3回戦に進出した。3回戦ではフラビア・ペンネッタ（イタリア）に 3–6, 0–6 で敗れた。現時点ではこのときの3回戦進出が4大大会の最高成績である。9月のソウル大会のダブルスでユリア・ゲルゲス（ドイツ）と組み2勝目を挙げた。
2011年7月のボースタード大会では決勝でヨハンナ・ラーション（スウェーデン）を 6–4, 7–5 で破りWTAツアーシングルス初優勝を果たした。翌週のパレルモ大会でも決勝に進出したが、 アナベル・メディナ・ガリゲス（スペイン）に 3–6, 2–6 で敗れ2週連続優勝を逃した。
ヘルツォグは2007年からフェドカップスロベニア代表として出場している。2010年の日本とのワールドグループII・プレーオフでは、クルム伊達公子には敗れたが森田あゆみに勝利している。スロベニアチームは4勝1敗で日本に勝利した。2012年のワールドグループIIの日本戦ではクルム伊達公子と森田あゆみの双方に敗れ、スロベニアチームは0勝5敗で日本に敗退した。
2012年7月のボースタード大会では決勝でマチルド・ヨハンソンを 0–6, 6–4, 7–5 で破り大会連覇を果たした。ロンドン五輪でオリンピックに初出場した。シングルス1回戦でスペインのマリア・ホセ・マルティネス・サンチェスに 2-6, 4-6 で敗れた。2016年8月のリオ五輪で2大会連続のオリンピックに出場したが1回戦で金メダルを獲得したモニカ・プイグに 3-6, 2-6 で敗れた。

## WTAツアー決勝進出結果

### シングルス: 5回 (2勝3敗)
| 大会グレード          | 大会グレード                 |
| 2008年以前            | 2009年以後                   |
| --------------------- | ---------------------------- |
| グランドスラム (0–0)  |                              |
| WTAファイナルズ (0–0) |                              |
| ティア I (0–0)        | プレミア・マンダトリー (0-0) |
| ティア I (0–0)        | プレミア5 (0-0)              |
| ティア II (0–0)       | プレミア (0–0)               |
| ティア III (0–0)      | インターナショナル (2-3)     |
| ティア IV ＆ V (0–0)  | インターナショナル (2-3)     |

| 結果   | No. | 決勝日        | 大会           | サーフェス | 対戦相手                     | スコア        |
| ------ | --- | ------------- | -------------- | ---------- | ---------------------------- | ------------- |
| 準優勝 | 1.  | 2010年2月27日 | アカプルコ     | クレー     | ビーナス・ウィリアムズ       | 6–2, 2–6, 3–6 |
| 優勝   | 1.  | 2011年7月9日  | ボースタード   | クレー     | ヨハンナ・ラーション         | 6–4, 7–5      |
| 準優勝 | 2.  | 2011年7月17日 | パレルモ       | クレー     | アナベル・メディナ・ガリゲス | 3–6, 2–6      |
| 優勝   | 2.  | 2012年7月22日 | ボースタード   | クレー     | マチルド・ヨハンソン         | 0–6, 6–4, 7–5 |
| 準優勝 | 3.  | 2018年4月29日 | イスタンブール | クレー     | ポーリーン・パルマンティエ   | 4–6, 6–3, 3–6 |

### ダブルス: 3回 (2勝1敗)
| 結果   | No. | 決勝日        | 大会           | サーフェス | パートナー                       | 対戦相手                                        | スコア           |
| ------ | --- | ------------- | -------------- | ---------- | -------------------------------- | ----------------------------------------------- | ---------------- |
| 準優勝 | 1.  | 2008年5月24日 | イスタンブール | クレー     | マリーナ・エラコビッチ           | ジル・クレイバス オリガ・ゴボツォワ             | 1–6, 2–6         |
| 優勝   | 1.  | 2010年2月28日 | アカプルコ     | クレー     | バルボラ・ザフラボバ・ストリコバ | サラ・エラニ ロベルタ・ビンチ                   | 2–6, 6–1, [10–2] |
| 優勝   | 2.  | 2010年9月26日 | ソウル         | ハード     | ユリア・ゲルゲス                 | ナタリー・グランディン ブラディミラ・ウーリロバ | 3–6, 4–6         |

## 4大大会シングルス成績
略語の説明
| W | F | SF | QF | #R | RR | Q# | LQ | A | Z# | PO | G | S | B | NMS | P | NH |

W=優勝, F=準優勝, SF=ベスト4, QF=ベスト8, #R=#回戦敗退, RR=ラウンドロビン敗退, Q#=予選#回戦敗退, LQ=予選敗退, A=大会不参加, Z#=デビスカップ/BJKカップ地域ゾーン, PO=デビスカップ/BJKカッププレーオフ, G=オリンピック金メダル, S=オリンピック銀メダル, B=オリンピック銅メダル, NMS=マスターズシリーズから降格, P=開催延期, NH=開催なし.
| 大会           | 2008 | 2009 | 2010 | 2011 | 2012 | 2013 | 2014 | 2015 | 2016 | 2017 | 2018 | 通算成績 |
| -------------- | ---- | ---- | ---- | ---- | ---- | ---- | ---- | ---- | ---- | ---- | ---- | -------- |
| 全豪オープン   | A    | A    | 2R   | 1R   | 1R   | 1R   | 1R   | 2R   | 1R   | A    | 1R   | 2–9      |
| 全仏オープン   | A    | 2R   | 3R   | 2R   | 1R   | LQ   | 2R   | 2R   | 2R   | LQ   | 1R   | 7–9      |
| ウィンブルドン | A    | LQ   | 1R   | 2R   | 1R   | LQ   | 2R   | 1R   | 1R   | 3R   | 1R   | 4–9      |
| 全米オープン   | LQ   | 1R   | 1R   | 2R   | 1R   | 1R   | 2R   | 2R   | 1R   | LQ   | 1R   | 3–10     |